# Poder político
O poder político nas democracias é essencialmente a vontade da maioria através do governante. Existe poder político nas ditaduras, visto que a força em si é apenas uma das condições e não a causa essencial, portanto, num governo totalitário o ato de coerção é aplicado sem visar o bem público.
Antes de impor a ordem, o poder político tem como razão principal, formular essa ordem.
- Dentro do âmbito da ciência, o poder político tem causas sociais e psicológicas, que não necessariamente estão isoladas uma da outra, mas que podem interagir entre si.

## Formação social do poder
- - Na frente de uma sociedade, para algumas pessoas, o poder político ocasionaria através da força, mas vale ressaltar que a força é apenas uma das condições.
  - O poder pode ser portanto considerado o que dele os homens interpretam como aceitável ou desejável.
  - Três fases progressivas: poder difuso, poder pessoal e poder institucionalizado. Essas fases, não necessariamente se extinguem, podendo retroagirem.

## Poder difuso
- - Nessa fase, não há órgão especializado para emanar o poder, portanto o poder está relacionado à pressões externas como a tradição, o costume e os cultos ou religião.

## O poder personalizado
- - É aquele mais ocorrido por um órgão específico, quer seja uma pessoa ou um grupo destas. Nesta fase, o poder é tido como propriedade do governante e este impõe sua vontade até onde lhe é possível.
  - Em um determinado momento da vida em sociedade a qual o homem está sujeito, surgiria naturalmente uma autoridade, já que o homem perceberia os seus benefícios.
  - Um exemplo de poder personalizado pode ser: Em um período de conflitos, ainda no poder difuso, o guerreiro mais hábil iria virar um líder, assim transcorrendo para o poder personalizado. Nesse caso, os outros ao saberem de sua coragem iriam segui-lo.
  - Muitas vezes esse guerreiro iria perpetuar o seu poder para os períodos de paz, mas para isso ele teria que ter apoio de um determinado número de indivíduos.

## O poder institucionalizado
Poder institucionalizado existe quando há uma estrutura organizada para cumprir a função social do poder, sendo essa obedecendo regras preestabelecidas e independentes exclusivamente da vontade do governante. A partir desse ponto que há uma criação do direito e se conclui que o poder é de todo o povo, mas com uma pessoa representando-o.
Esse poder pode ser substituído pelo poder personalizado ou jurídico.
O poder institucionalizado preenche os fins do poder político, fins que no qual pertencem só a ele e não se confundem com os objetos das diversas associações que os homens formam.
Assim, na fase institucional, o poder volta à massa dos indivíduos e são as normas por eles editadas ou aprovadas que regulam a ação dos governantes e as relações dos indivíduos entre si. O conjunto dessas normas, costumeiras ou escritas, é o Direito, e a organização daí decorrente é o Estado moderno.
Para elaborar uma constituição, somente o poder institucionalizado dispõe de força, deixando de obedecer as pessoas para obedecer as normas que regem governantes e governados.
A ideia de institucionalização do poder traduz essa forma de organização de poder nascida do facto de os homens quererem deixar de obedecer a outro homem, passando a obedecer a uma instituição ou a uma abstração. Uma operação jurídica de transferência do suporte do poder da pessoa dos governantes para uma entidade abstrata e ideal, independente das pessoas dos governantes. Para uma entidade dotada de unidade, de continuidade, de poder fundado e limitado pelo direito. 
De acordo com as palavras de Georges Burdeau: a institucionalização do Poder é a operação jurídica pela qual o Poder político se transfere da pessoa dos governantes para uma entidade abstrata - o Estado. O efeito jurídico desta operação é a criação do Estado como suporte do poder independente da pessoa dos governantes. Neste sentido, refere que o Estado não é justaposição de um grupo, de um território, de um chefe, mas antes uma certa maneira de ser do Poder, pelo que não há Estado em todos os grupos humanos que vivem num território próprio sob a coerção de um chefe, exigindo-se unidade, continuidade, poderio e limitação pelo direito.

## Causas sociais e psicológicas do poder
- - O fato do homem viver em sociedade e exposto a sentimentos como amor e ódio, geram a necessidade da ordem por meio de uma autoridade coercitiva, de outro modo haveria sempre a justiça individual.
  - Mesmo atividades lícitas podem gerar ocasiões ilícitas. No momento em que um sujeito sai com o seu carro e passa do limite de velocidade, ele estaria criando uma ocasião ilícita, ao colocar a si e a outros em perigo.
  - Todo homem apresenta em si as tendências de mandar e de obedecer, sendo que a primeira e menos constante é a presente nos chefes e a segunda mais aparente na maior parte da população esta para os comandados, ou seja o desejo de mandar está explicito nos chefes e implícito nos comandados.

## Condições do poder
- - Força: Veículo de coação
  - Consentimento da maioria do grupo social, por plena convicção, hábito, comodidade ou resignação.
  - Persuasão: Propaganda.
  - Prestígio: Decorre da inteligência, caráter e cultura dos indivíduos, mas em política o prestígio advém do êxito.

## A linguagem do poder
- - O poder é expresso por meio de palavras, estas são necessárias para a compreensão e obediência das normas de atividade social editadas pelo poder.
  - Quando o poder visa realmente o bem público, a sua linguagem é elegante, clara e sóbria.
  - A linguagem do poder deve ser objetiva e persuasiva.